# Yrjö Saarnio
För skådespelaren med samma namn, se Yrjö Saarnio (skådespelare)

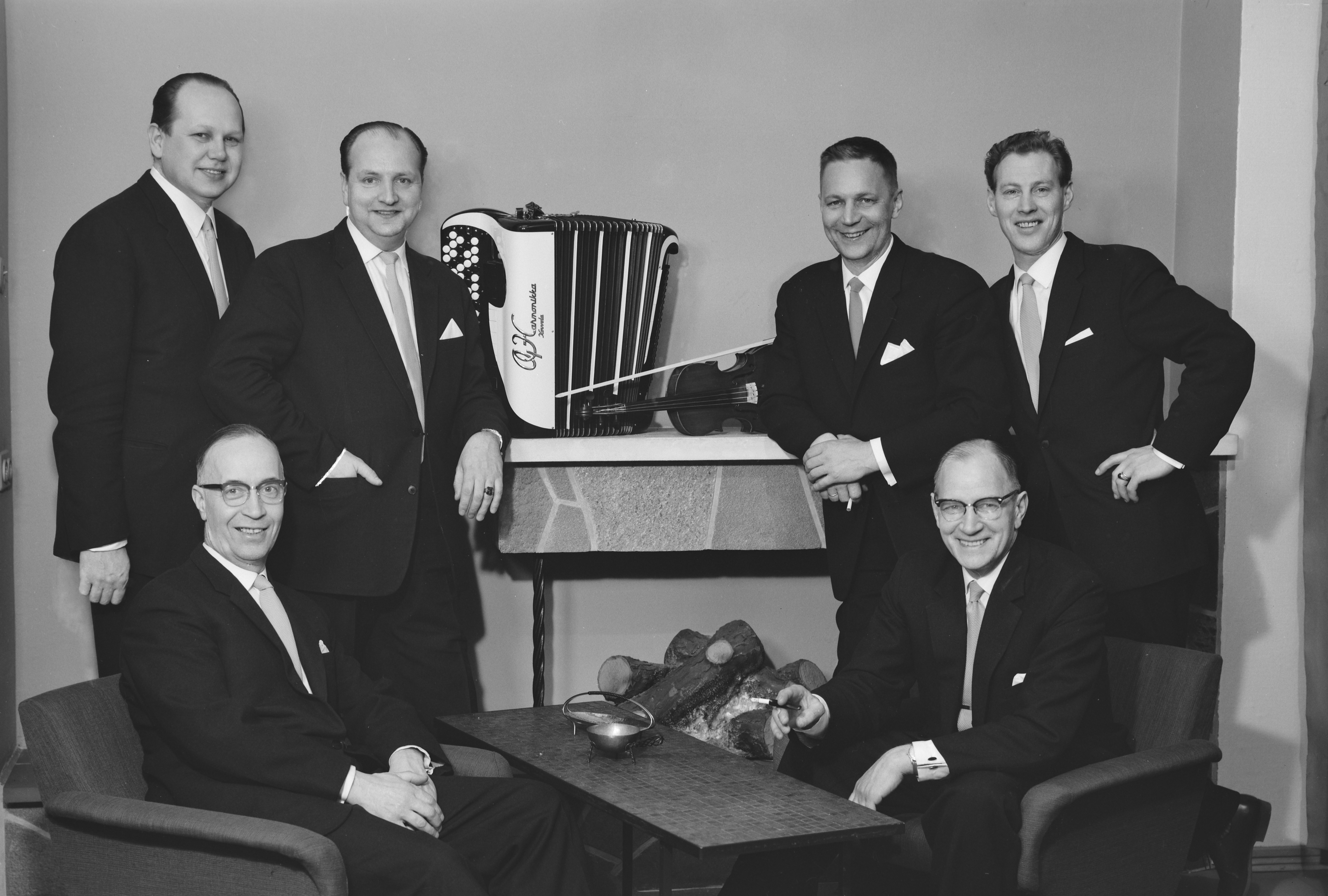
Yrjö Saarnios polkaensemble år 1960.

 Yrjö Armas Saarnio, född 22 november 1906 i Åbo, död 11 maj 1985 i Helsingfors, var en finländsk orkesterledare, musiker, kompositör, sångtextförfattare och musikpedagog. Saarnio är mest känd för sin musikgrupp Yrjö Saarnion polkkayhtye (Yrjö Saarnios polkaensemble).

## Biografi
Som 12-åring arbetade Saarnio 1927 med sin storebror som restaurangmusiker i Åbo. Saarnio undervisades i violin av Kerttu Wanne, men studerade sedan till urmakare. I början av 1930-talet flyttade Saarnio till Helsingfors, där han fortsatte sina musikstudier hos Erik Cronvall. 1933 gick Saarnio med i Harry Bergströms orkester, men grundade 1940 sin egen Yrjö Saarnion polkkayhtye. På grund av sin orkester började Saarnio att kallas "Polkka-Saarnio". Orkestern gjorde inspelningar med bland andra Aimo Andersson ("A. Aimo"), Olavi Virta, Seppo Korpela och Georg Malmstén. Orkestern uppträdde även i radio.
Som kompositör gjorde sig Saarnio troligen mest känd med Vesivehmaan jenkka, som textförfattades av Usko Kemppi. Andra kända kompositioner är Rantamökissä, som textförfattades av Paul Ailus, Rantatiellä, som textförfattades av R.R. Ryynänen samt Mäntlahden jenkka, som textförfattades av Usko Kemppi. På äldre dagar arbetade Saarnio som violinlärare i Helsingfors. Saarnio erhölls 1973 titeln Director musices. Yrjö Saarnio avled den 11 maj 1985 och hans begravning ägde rum den 23 maj i hemstaden Åbo.